# Santa Maria dei Bianchi dell’Arte dei Verdummari (Nápoly)
A Santa Maria dei Bianchi dell’Arte dei Verdummari templom Nápoly történelmi központjában.

## Története
Mint arra neve is utal, a templomot a környék zöldség- és gyümölcsárusai építtették, valószínűleg egy flagelláns gyülekezet számára. A 18. század második felében épült barokk stílusban, erre utal a bejárat feletti emléktábla is, amelyen az 1777-es esztendő van feltüntetve az építés éveként. A bejárat egyszerű, szögletes kialakítású, a felette lévő kis íves ablak a homlokzat egyetlen jelentős díszítőeleme. A bejáratot vasrács zárja le. A templomot a 20. század elején zárták be, ugyanis a Corso Umberto II (más nevén Rettifilio) építésekor szerkezete megrongálódott. A vasúti pályaudvar közelsége miatt a második világháborúban is megrongálódott.